# 凌云古塔
凌云古塔，位于中华人民共和国广东省台山市城郊船山，为一座明代古建筑。明万历四十一年（1613年），由知县王尚贤倡建，清同治年间重修；1960年、1979年、1993年三次维修。塔呈八角形，外表七层，内实有九层，高48米。1989年，被列入台山县文物保护单位，现为台山市文物保护单位。